# سلطان أحمد إسماعيل
سلطان أحمد إسماعيل (بالإنجليزية: Sultan Ahmed Ismail)‏ هو عالم بيئة هندي، ولد في 9 أكتوبر 1951 في تشيناي في الهند.